# Stenoplatys
Stenoplatys is een geslacht van kevers uit de familie bladkevers (Chrysomelidae).
De wetenschappelijke naam van het geslacht werd in 1861 gepubliceerd door Joseph Sugar Baly.

## Soorten
- Stenoplatys clorindae Jolivet, 1951
- Stenoplatys parvicollis Laboissiere, 1936
- Stenoplatys picea (Fabricius, 1781)
- Stenoplatys vadoni Berti, 1970